# Energia mechaniczna
Energia mechaniczna — suma energii kinetycznej i potencjalnej.
Jest postacią energii związaną z ruchem i położeniem obiektu fizycznego (układ punktów materialnych, ośrodka ciągłego itp.) względem pewnego układu odniesienia.
Rodzaje energii mechanicznej: 
- energia kinetyczna — dotyczy ciał będących w ruchu
  - ruchu postępowego
  - ruchu obrotowego
- energia potencjalna — związana z oddziaływaniem, np.
  - grawitacyjna (ciała w polu grawitacyjnym)
  - sprężystości (ciała odkształcone sprężyście)